# Ceratogyrus meridionalis
Ceratogyrus meridionalis är en spindelart som först beskrevs av Hirst 1907.  Ceratogyrus meridionalis ingår i släktet Ceratogyrus och familjen fågelspindlar. Inga underarter finns listade i Catalogue of Life.